# Jean-Marie Achard-James
Pour les articles homonymes, voir Achard.
Jean-Marie Achard dit Achard-James, né le 21 aout 1780 à Riverie dans le Rhône et mort le 11 décembre 1848 à Lyon, est un magistrat français et membre de l'Académie des sciences, belles-lettres et arts de Lyon.

## Biographie
Jean Marie Achard nait à Riverie dans le département du Rhône le 21 aout 1780. Il est le fils de Jean-François Achard, notaire royal puis conseiller du roi.
Il est élève de l’école centrale et a notamment pour professeur Antoine-François Delandine. Il obtient le prix de la législation en 1802. Après avoir été clerc cinq années consécutives, il devient avocat en 1807.
À partir de son mariage avec Antoinette Bagnion en 1810, il signe et se fait appeler de plus en plus souvent Achard-James.
En 1811, il est nommé conseiller auditeur à la cour d’appel de Lyon. Dans cette fonction il est envoyé dans un canton suisse pour y développer de nouvelles institutions judiciaires. En 1815, il est de nouveau auditeur à la cour d’appel de Lyon.
Tout au long de sa carrière, il dirige plusieurs œuvres de bienfaisance, dont les Hospices de l'Antiquaille de 1830 à 1839,, Mont-de-piété en 1830. 
Il meurt à Lyon le 11 décembre 1848.

### Sociétés Savantes
Jean-Marie Achard-James est l’un des fondateurs du Cercle littéraire de Lyon en 1807.
Il est élu membre titulaire de l’Académie des sciences, belles-lettres et arts de Lyon en 1821.
Il est fait Chevalier de la légion d'honneur le 22 mai 1825.

## Publications
- Compte-Rendu des travaux de l’académie de Lyon pendant le 2e semestre 1824, Lyon : Durand, 1824, 52 p.
- Compte moral de l’hospice de l’antiquaille pour l’année 1831, présenté au conseil d’administration, ainsi que pour les années 1832, 1839, 1841 et 1844, catalogue de la bibliothèque Coste.
- Quelques chapitres du voyage dans le Valais, 12 juillet 1827.
- Documents Statistiques sur l’administration de la justice civile en France, pour l’année 1830, 19 janvier 1832.

## Pour approfondir